# Драманд (Оклахома)
Драманд (енгл. Drummond) град је у америчкој савезној држави Оклахома.

## Демографија
По попису из 2010. године број становника је 455, што је 50 (12,3%) становника више него 2000. године.
| Група             | 2000.       | 2010.       |
| Белци             | 363 (89,6%) | 396 (87,0%) |
| Афроамериканци    | 6 (1,5%)    | 1 (0,2%)    |
| Азијати           | 1 (0,2%)    | 1 (0,2%)    |
| Хиспаноамериканци | 15 (3,7%)   | 42 (9,2%)   |
| Укупно            | 405         | 455         |